# Les Négresses Vertes
Les Négresses Vertes (фр, прев. Зелене црнкиње) је француски музички састав, основан 1987. године. Њихову музику је најбоље описати као мешавину светске музике и неких делова алтернативног рока. Делимичан утицај на њихов звук има и циганска музика, панк рок, алжирска и медитеранска музика као и звуци из Јужне Америке и француска кафе музика.

## Дискографија

### Албуми
- (1988)
- (1991)
- (1993)
- (1994)
- (1994)
- (1996), уживо
- (1999)
- (2001)
- (2002) (Best of албум)
- (2004)(Best of албум)
- (2006)

### Синглови
- (1989)
- (1989)
- (1989)
- (1992)
- (1992)
- (1994)
- (1994)
- (1995)
- (1999)
- (1999)
- (2000) (Promo CD - никада пуштен у продају)
- (2000)